# Fuel (singel)
Fuel – piosenka amerykańskiej formacji Metallica zamieszczona na albumie ReLoad w 1997 roku.
„Fuel” jest utworem otwierającym album. Jego kompozytorami są James Hetfield, Lars Ulrich i Kirk Hammett. Trwa cztery minuty i dwadzieścia dziewięć sekund, na płycie jest tylko jeden krótszy utwór – „Bad Seed” (4:05). Piosenka jest utrzymywana w szybkim tempie, po drugim refrenie trochę zwalnia, po czym na końcu znów przyspiesza. Tekst utworu jest o emocjach i radości towarzyszących szybkiej jeździe. Jest to typowy hymn motocyklowy.
Utwór został wydany jako singel w trzech różnych wersjach, zawierających nagrania koncertowe zespołu. Piosenka stała się bardzo popularna, znalazła się w grach komputerowych „Hot Wheels Turbo Racing” i „Test Drive Off-Road: Wide Open”. Przez kilka sezonów hokejowej ligi NHL służyła jako hymn drużynie Philadelphia Flyers. Była również grana na wyścigach serii NASCAR.

## Utwór na koncertach
Utwór bardzo często grany jest na koncertach zespołu Metallica, wszedł m.in. w skład koncertu grupy z orkiestrą symfoniczną z San Francisco 21 kwietnia 1999 i znalazł się na płycie S&M. Piosenka była również często coverowana przez inne zespoły. Na MTV Icon w 2003 roku zagrała ją Avril Lavigne.

## Teledysk
Teledysk do piosenki przedstawia wyścig dwóch samochodów. Jego reżyserem jest Wayne Isham, podobnie jak większości klipów kapeli. Premiera teledysku odbyła się w marcu 1998 roku.

## Twórcy
- James Hetfield – śpiew, gitara rytmiczna
- Kirk Hammett – gitara rytmiczna  i prowadząca
- Jason Newsted – gitara basowa
- Lars Ulrich – perkusja
- Bob Rock – produkcja

## Lista utworów
UK CD Single 1
- „Fuel”
- „Sad But True (Live)”
- „Nothing Else Matters (Live)”

UK CD Single 2
- „Fuel”
- „Wherever I May Roam (Live)”
- „One (Live)”

UK CD Single 3
- „Fuel”
- „Until It Sleeps (Live)”
- „Fuel (Live)”
- „Fuel (Demo)”

Wszystkie piosenki live zarejestrowano 20 kwietnia 1998 roku na koncercie w Australii.